# Paul Hausser
Paul Hausser, född 7 oktober 1880 i Brandenburg an der Havel, död 21 december 1972 i Ludwigsburg, var en tysk militär och SS-Oberstgruppenführer (motsvarande generalöverste i armén) under andra världskriget. Efter kriget verkade han för att rehabilitera Waffen-SS.

## Biografi
Hausser tjänstgjorde som officer i Reichswehr under första världskriget och tiden därefter. Han befordrades till generalmajor i februari 1931, men lämnade Reichswehr i januari 1932 som generallöjtnant. Han blev medlem i SS som nr 239 785 den 15 november 1934 och fick då graden Standartenführer (motsvarande överste i Wehrmacht). Han befordrades till Oberstgruppenführer (motsvarande generalöverste) i augusti 1944 och tilldelades Riddarkorset av Järnkorset med eklöv och svärd.
Hausser var inspektör för SS-Verfügungstruppe (SS-VT) mellan oktober 1936 och augusti 1939. Under Polenfälttåget 1939 medföljde SS-VT anslutna till pansardivision Kempf. Hausser var befälhavare för SS-VT motoriserad division (senare under 1940 ombildad till SS-divisionen Das Reich) från oktober 1939 till oktober 1941. Han utsågs i maj 1942 till befälhavare för II. SS-pansarkåren och innehade denna befattning till juni 1944. Under sommaren 1944 var Hausser överbefälhavare för 7. armén. Han skadades i strid och utnämndes i januari 1945 till överbefälhavare för armégrupp Oberrhein. Under krigets återstående månader var han överbefälhavare för armégrupp G och område Sydväst.
Hausser betraktas som skaparen av Waffen-SS och kallades för "Papa" Hausser..
Hausser kapitulerade till amerikanska trupper i Zell am See i Österrike den 9 maj 1945 och befann sig i krigsfångenskap fram till sommaren 1948. Han var också vittne för försvarssidan vid Nürnbergprocessen 1945–1946. Han frisläpptes 1949.
Efter kriget var Hausser en ledande gestalt i lobbyverksamhet för att rehabilitera bilden av Waffen-SS i och utanför Västtyskland. Detta skedde främst genom organisationen HIAG som finansiellt stödde veteraner och utgav litteratur, och som hade nära kopplingar till nynazism.

## Befordringar
- SS-Standartenführer: 15 november 1934 (inträdde i SS med denna grad)
- Oberführer: 1 juli 1935
- Brigadeführer: 22 maj 1936
- SS-Gruppenführer: 1 juni 1939
- Generallöjtnant i Waffen-SS: 19 november 1939
- SS-Obergruppenführer och general i Waffen-SS: 1 oktober 1941
- SS-Oberstgruppenführer och generalöverste i Waffen-SS: 1 augusti 1944

## Utmärkelser i urval
- Riddarkorset av Järnkorset med eklöv och svärd[1]
  - Riddarkorset av Järnkorset: 8 augusti 1941
  - Eklöv: 28 juli 1943
  - Svärd: 26 augusti 1944
- Såradmärket i silver: 9 maj 1942